# 第30普通科連隊
第30普通科連隊（だいさんじゅうふつうかれんたい、JGSDF 30th Infantry Regiment（Light）は、陸上自衛隊新発田駐屯地（新潟県新発田市）に駐屯する第12旅団隷下の普通科連隊（軽）である。

## 概要
連隊本部、本部管理中隊、3個普通科中隊および重迫撃砲中隊により編成される。連隊長は1等陸佐（三）が充てられ、新発田駐屯地司令を兼ねる。
1962年（昭和37年）1月に陸上自衛隊の30番目の普通科連隊として編成された。2001年（平成13年）3月にに第12師団の第12旅団への改編により軽普通科連隊化された。
訓練は主に大日原演習場のほか、関山演習場や相馬原演習場で実施している。積雪地部隊であるため、スキーき章保有者も多く在籍している。
警備隊区は中越・下越・佐渡。

## 沿革
- 1962年（昭和37年）1月18日：第2普通科連隊第3大隊を母体に第30普通科連隊が新発田駐屯地において編成完結。
- 1991年（平成03年）3月29日：第12師団の近代化改編に伴い、自動車化連隊に改編。
- 1998年（平成10年）1月20日：長野オリンピックを支援（2月24日まで）。
- 2001年（平成13年）3月27日：第12師団の旅団化に伴う改編。

1. 普通科連隊（軽）へ改編され、連隊規模が3個普通科中隊基幹に縮小。第4普通科中隊、重迫撃砲中隊を廃止。
2. 連隊長の指定階級が1等陸佐（二）から1等陸佐（三）に変更。
3. 後方支援体制変換に伴い、整備部門を第12後方支援隊第2整備中隊第3普通科直接支援小隊へ移管。

- 2006年（平成18年）4月28日〜7月29日：「イラクにおける人道復興支援活動及び安全確保支援活動の実施に関する特別措置法」に基づき、第10次イラク復興業務支援群としてイラクへ派遣。
- 2023年（令和05年）3月16日：本部管理中隊重迫撃砲小隊を廃止・改編し、重迫撃砲中隊を再編[1]。

## 部隊編成
- 第30普通科連隊本部
- 本部管理中隊「30普-本」
  - 中隊本部
  - 連隊本部班：82式指揮通信車
  - 対戦車小隊：中距離多目的誘導弾
  - 情報小隊：軽装甲機動車、偵察用オートバイ
  - 施設作業小隊：小型ドーザ、資材運搬車
  - 通信小隊
  - 補給小隊：3 1/2tトラック
  - 衛生小隊：1トン半救急車
  - 狙撃班
- 第1普通科中隊「30普-1」：高機動車、81mm迫撃砲 L16、01式軽対戦車誘導弾
- 第2普通科中隊「30普-2」：高機動車、81mm迫撃砲 L16、01式軽対戦車誘導弾
- 第3普通科中隊「30普-3」：軽装甲機動車、81mm迫撃砲 L16、01式軽対戦車誘導弾
- 重迫撃砲中隊「30普-重」：120mm迫撃砲RT

## 整備支援部隊
- 第12後方支援隊第2整備中隊第3普通科直接支援小隊「12後支-2整」（新発田駐屯地）：2001年（平成13年）3月27日から

## 主要幹部
| 官職名                               | 階級    | 氏名     | 補職発令日     | 前職                       |
| ------------------------------------ | ------- | -------- | -------------- | -------------------------- |
| 第30普通科連隊長 兼 新発田駐屯地司令 | 1等陸佐 | 郡山伸衛 | 2024年08月01日 | 陸上自衛隊中央業務支援隊付 |

| 代 | 氏名       | 在職期間                                                   | 前職                                      | 後職                                      |
| -- | ---------- | ---------------------------------------------------------- | ----------------------------------------- | ----------------------------------------- |
| 01 | 斉藤春義   | 1962年01月18日 - 1964年03月15日 ※1964年01月01日 陸将補昇任 | 第2普通科連隊付                           | 西部方面総監部幕僚副長                    |
| 02 | 林憲男     | 1964年03月16日 - 1966年07月15日                            | 東北方面総監部第2部長                     | 東部方面総監部付                          |
| 03 | 大津光     | 1966年07月16日 - 1968年07月15日                            | 陸上自衛隊幹部候補生学校学生隊長          | 東部方面総監部付                          |
| 04 | 川久保太郎 | 1968年07月16日 - 1970年07月15日                            | 陸上幕僚監部付                            | 東部方面総監部第3部長                     |
| 05 | 江口義明   | 1970年07月16日 - 1972年07月16日                            | 第1師団司令部第1部長                      | 陸上幕僚監部第5部機甲科班長               |
| 06 | 河津幸三郎 | 1972年07月17日 - 1974年07月15日 ※1974年07月01日 陸将補昇任 | 陸上幕僚監部第2部勤務                     | 北部方面総監部幕僚副長                    |
| 07 | 稲森友三郎 | 1974年07月16日 - 1976年08月01日                            | 東部方面総監部業務室長                    | 第1混成団副団長                           |
| 08 | 石井政雄   | 1976年08月02日 - 1978年03月15日                            | 自衛隊栃木地方連絡部長                    | 陸上幕僚監部防衛部防衛課勤務              |
| 09 | 岩崎晋     | 1978年03月16日 - 1980年03月16日                            | 第11師団司令部第3部長                     | 東部方面総監部人事部長                    |
| 10 | 後藤明敏   | 1980年03月17日 - 1982年03月15日                            | 第10師団司令部付                          | 陸上自衛隊富士学校学校教官                |
| 11 | 河野和夫   | 1982年03月16日 - 1984年03月15日                            | 北部方面総監部調査部調査課長              | 陸上自衛隊幹部学校学校教官                |
| 12 | 鵜田稔     | 1984年03月16日 - 1987年03月31日                            | 第4師団司令部第3部長                      | 陸上自衛隊富士学校普通科部 研究課長       |
| 13 | 村田秀信   | 1987年04月01日 - 1989年03月15日                            | 東北方面総監部防衛部訓練課長              | 第2師団司令部幕僚長                       |
| 14 | 佐藤吉紀   | 1989年03月16日 - 1991年06月10日                            | 陸上自衛隊富士学校学校教官                | 自衛隊山梨地方連絡部長                    |
| 15 | 粟屋聰     | 1991年06月11日 - 1993年07月31日                            | 陸上幕僚監部教育訓練部教育課 学校第1班長  | 第2教育団副団長                           |
| 16 | 森勉       | 1993年08月01日 - 1994年06月30日                            | 陸上幕僚監部装備部装備計画課 後方計画班長 | 陸上幕僚監部教育訓練部教育課長            |
| 17 | 豊島克治   | 1994年07月01日 - 1997年03月25日                            | 陸上幕僚監部人事部援護業務課 総括班長     | 西部方面総監部調査部長                    |
| 18 | 越野修三   | 1997年03月26日 - 1999年11月30日                            | 陸上自衛隊富士学校主任教官                | 陸上自衛隊富士学校企画室長                |
| 19 | 内田義則   | 1999年12月01日 - 2001年07月31日                            | 陸上自衛隊幹部学校学校教官                | 中部方面総監部防衛部訓練課長              |
| 20 | 古原康孝   | 2001年08月01日 - 2003年07月31日                            | 陸上自衛隊幹部学校付                      | 自衛隊島根地方連絡部長                    |
| 21 | 今金元     | 2003年08月01日 - 2004年11月30日                            | 陸上自衛隊幹部学校付                      | 陸上幕僚監部装備部装備計画課 補給管理班長 |
| 22 | 山中敏弘   | 2004年12月01日 - 2006年12月05日                            | 陸上自衛隊幹部学校学校教官                | 陸上自衛隊富士学校主任教官                |
| 23 | 出口憲七   | 2006年12月06日 - 2008年12月15日                            | 第3師団司令部第4部長                      | 西部方面総監部防衛部防衛課 陸上連絡官     |
| 24 | 大窪俊秀   | 2008年12月16日 - 2011年04月18日                            | 富士教導団本部高級幕僚                    | 陸上自衛隊北海道補給処装備計画部 企画課長 |
| 25 | 谷俊彦     | 2011年04月19日 - 2013年03月31日                            | 陸上自衛隊補給統制本部総務部 人事課長     | 第4陸曹教育隊長                           |
| 26 | 廣岡慶長   | 2013年04月01日 - 2015年03月19日                            | 陸上自衛隊幹部候補生学校主任教官          | 習志野駐屯地業務隊長                      |
| 27 | 関根静夫   | 2015年03月20日 - 2016年11月30日                            | 東部方面総監部人事部厚生課長              | 自衛隊体育学校企画室長                    |
| 28 | 佐藤孝洋   | 2016年12月01日 - 2018年11月30日                            | 自衛隊宮城地方協力本部募集課長            | 東北防衛局防衛補佐官                      |
| 29 | 堀口大助   | 2018年12月01日 - 2020年11月30日                            | 陸上自衛隊教育訓練研究本部教官            | 陸上自衛隊教育訓練研究本部勤務            |
| 30 | 遠藤祐一郎 | 2020年12月01日 - 2022年12月22日                            | 陸上総隊司令部運用部陸上連絡官            | 北海道防衛局防衛補佐官                    |
| 31 | 前田貴大   | 2022年12月23日 - 2024年07月31日                            | 第1陸曹教育隊長                           | 陸上自衛隊関東補給処用賀支処 総務部長     |
| 32 | 郡山伸衛   | 2024年08月01日 -                                           | 陸上自衛隊中央業務支援隊付                |                                           |

## 主要装備
- 軽装甲機動車
- 高機動車
- 1/2tトラック / 73式小型トラック
- 1 1/2tトラック / 73式中型トラック
- 3 1/2tトラック / 73式大型トラック
- 78式雪上車
- 軽雪上車
- 9mm拳銃
- 9mm機関けん銃
- 89式5.56mm小銃
- 5.56mm機関銃MINIMI
- 対人狙撃銃
- 84mm無反動砲
- 110mm個人携帯対戦車弾
- 87式対戦車誘導弾
- 中距離多目的誘導弾
- 81mm迫撃砲 L16
- 120mm迫撃砲 RT

## 警備隊区
新潟市、三条市、新発田市、加茂市、村上市、燕市、五泉市、阿賀野市、佐渡市、胎内市、聖籠町、田上町、阿賀町、弥彦村、関川村、粟島浦村 

## 災害派遣
- 1997年（平成09年）1月 - ナホトカ号重油流出事故。
- 2004年（平成16年）10-12月 - 新潟県中越地震。
- 2007年（平成19年）7-8月 - 新潟県中越沖地震。
- 2010年（平成22年）3月 - 加茂市の水道管破裂に伴う給水活動。
- 2011年（平成23年）3月 - 東日本大震災に伴う災害派遣。主に福島県内で活動。
- 2017年（平成29年）3月 - 関山演習場にてアメリカ海兵隊と共同訓練を実地。V-22 オスプレイ輸送機も参加した。
- 2018年（平成30年）1月 - 佐渡市の凍害による水道断水に対する給水活動を第12後方支援隊、第2普通科連隊他の陸上自衛隊の部隊及び航空自衛隊の第46警戒隊と共に実施した[3]。

## 国際貢献
- 2006年（平成18年）5-7月 - 第10次イラク復興支援群（山中1佐が復興支援群長、その他多数の隊員が参加）。

## 廃止（改編）部隊
- 2001年（平成13年）3月26日廃止
  - 第30普通科連隊本部管理中隊管理整備小隊「30普-本」（新発田駐屯地）：第12後方支援隊第2整備中隊第3普通科直接支援小隊に移管。
  - 第30普通科連隊第4普通科中隊「30普-4」（新発田駐屯地）：
  - 第30普通科連隊重迫撃砲中隊「30普-重」（新発田駐屯地）：第30普通科連隊本部管理中隊重迫撃砲小隊に縮小改編。

- 2023年（令和5年）3月15日廃止
  - 第30普通科連隊本部管理中隊重迫撃砲小隊「30普-本」（新発田駐屯地）：第30普通科連隊重迫撃砲中隊に増強改編。